# Marie Stenqvist

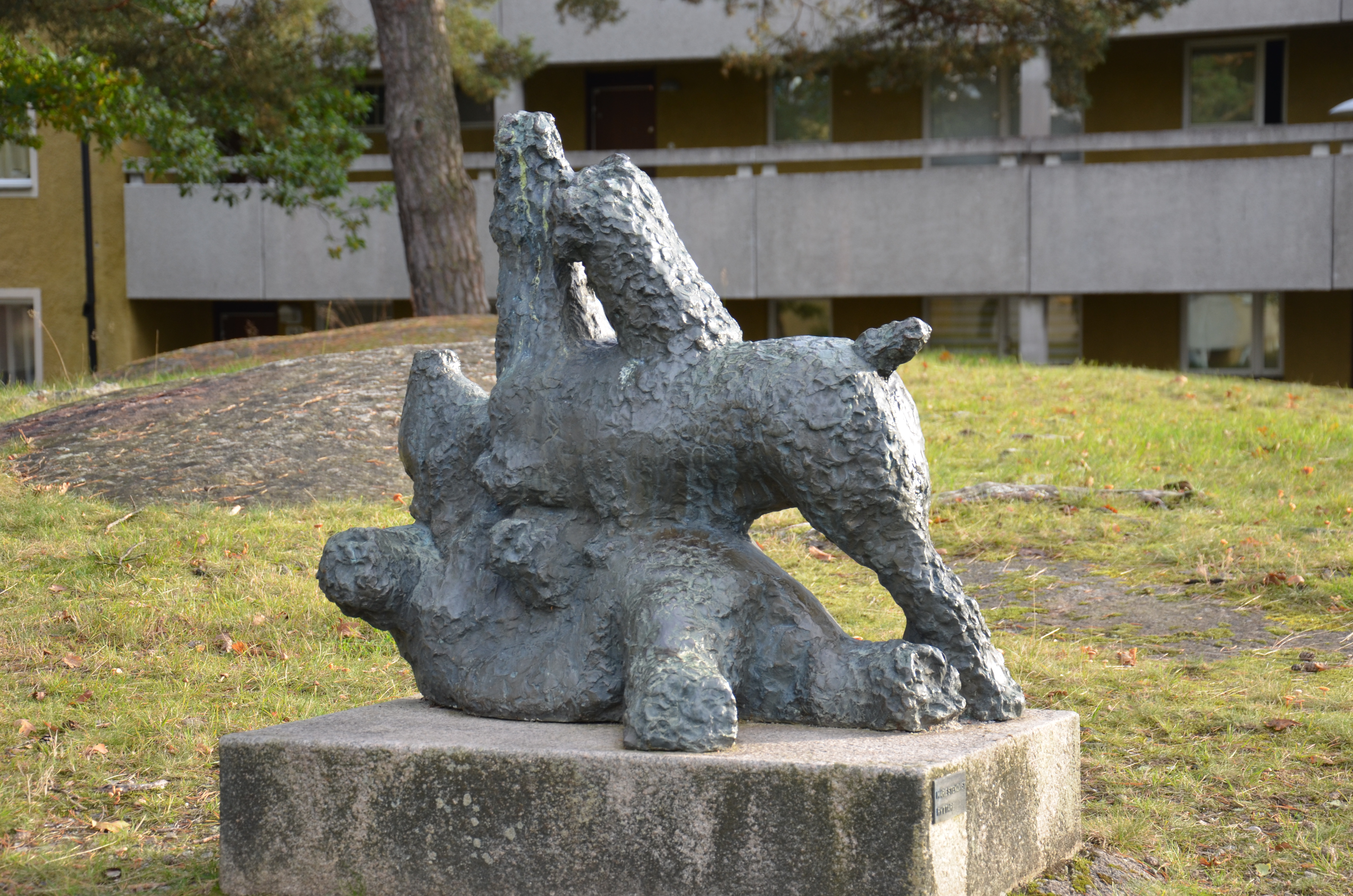
Ryttare i Skärholmen i Stockholm.

Anne Marie Birgitta Stenqvist, född Bergkvist 21 februari 1935 i Stockholm, är en svensk skulptör.
Hon är dotter till civilekonomen Sven Natanael Bergkvist och Alva Maria Östergren och från 1958 gift med Nils Gunnar Stenqvist; paret skildes senare.. Hon studerade vid avdelningen för skulptur vid Konstfackskolan 1951–1956 och vid Kungliga konsthögskolan 1956–1962 samt under studieresor till Italien, Jugoslavien och Sovjetunionen. Hon tilldelades ett stipendium ur Kungafonden 1960 och från Konstakademien tilldelades hon Jenny Linds konstnärsbidrag 1962–1963. Separat ställde hon ut på Lilla galleriet i Stockholm 1964 och har därefter ställt ut ett flertal gånger med sin man på olika platser i landet. Hon medverkade i Liljevalchs Stockholmssalonger några gånger. Bland hennes offentliga arbeten märks skulpturen Käpphäst i Hagsätra centrum och en fontän för HSB:s bostadsområde i Västra skogen i Solna. Hennes konst består av porträttstudier, reliefer och abstrakt komponerade skulpturer med en personlig prägel.  Stenqvist är representerad vid bland annat Moderna museet i Stockholm.

## Offentliga verk i urval
- Pojke på käpphäst, koppar, 1960, Hagsätra
- Tecken, Solna
- Ryttare, brons, 1966, Bodholmsgången/Ekholmsgången 131 i Skärholmen i Stockholm[4]